# EFT
EFT
(Emotional Freedom Techniques), je tehnika čustvenega sproščanja, ki je namenjena individualni, skupinski, laični ali strokovni uporabi kot orodje, ki naj bi pomagalo pri razreševanju neprijetnih čustvenih in s tem povezanih telesnih težav ter pri doseganju želenih ciljev ali preseganju s tem povezanih težav.
Temelji na domnevi, da je vzrok za vsa negativna čustva motnja v telesnem energijskem sistemu.
Njeni zagovorniki trdijo, da lahko s to metodo v izjemno kratkem času presežemo vse vrste težav, tako čustvene kot psihične ali fizične narave.

## Zgodovina
Metoda EFT črpa svoje temelje iz akupunkture, katere začetki segajo 5000 let v preteklost.
Akupunktura je pomemben del tradicionalne in sodobne kitajske medicine in velja za enega
najstarejših postopkov zdravljenja nasploh. Akupunktura in tradicionalna kitajska medicina
temeljita na filozofsko-religioznem nazoru starih Kitajcev, taoizmu.
Začetnik razvoja t. i. “čustvene akupunkture” je ameriški kiropraktik dr. George Goodheart.
Ugotovil je, da lahko enak učinek kot z iglami doseže s fizičnim pritiskom ali tapanjem na akupunkturne točke. S svojimi prispevki iz “uporabne kineziologije” je izpopolnil vzhodnjaški način zdravljenja. Njegovo spoznanje je v sedemdesetih letih 20. stoletja izpopolnil avstralski psihiater John Diamond in svojo metodo poimenoval “vedenjska
kineziologija”. Poleg tapanja je uvedel še pozitivne afirmacije. To metodo je uporabljal samo za zdravljenje čustvenih težav. V psihoterapijo je vnesel energijski dodatek in nekaterim meridianom pripisal čustveno naravo.

## Značilnosti metode EFT
Bistvo te metode in tudi drugih energijskih tehnik, ki se ukvarjajo s človekom kot s celostnim bitjem (telo, čustva, razum, volja in duh), izhaja iz dejstva, da smo ljudje predvsem električna/energijska bitja in da sta od pretočnosti te energije v telesu odvisna počutje in stanje človeka. Odpravljali naj bi vzrok in motnje v energijskem sistemu.
Metodo EFT uvrščamo na področje energijske psihologije.

## Stimulacija telesne elektrike pri metodi EFT
Metoda deluje na podlagi lahnega tapanja – stimuliranja akupunkturnih točk. Te točke so povezane z vsemi glavnimi energijskimi meridiani telesa ob mentalnem osredotočenju na točno določeno težavo. S tem odstranjuje energijske blokade, ki povzročajo negativna čustva in fizične bolečine.

## Temeljna predpostavka metode EFT
Zagovorniki predpostavljajo, da lahko stimuliranje izbranih elektromagnetno občutljivih točk na koži pomaga osebi preseči ciljni problem.

## Opozorila
Zagovornik metode Craig poudarja, da ni psiholog ali terapevt in nima licence ali formalne univerzitetne izobrazbe na področju duševnega zdravja in da mora vsak, ki uporablja metodo EFT, prevzeti odgovornost za svoje telesno in duševno dobro počutje.